# حالا شما او را می‌بینید، حالا نمی‌بینید
حالا شما او را می‌بینید، حالا نمی‌بینید (به انگلیسی: Now You See Him, Now You Don't) فیلمی محصول سال ۱۹۷۲ و به کارگردانی اندرو وی. مک‌لاگلن است. در این فیلم بازیگرانی همچون کرت راسل، سزار رومرو، جو فلین، جیم بکوس، ویلیام ویندام، اد بیگلی. جی آر، ریچارد باکالیان، جویس منجیز، الن هیوئیت، بینگ راسل، ادوارد اندروز و فرانک ولکر ایفای نقش کرده‌اند.